# Rechtstellende actie
Rechtstellende actie (Afrikaans: Regstellende aksie, Engels: Affirmative action) is de naam van het beleid van de democratisch gekozen regering van Zuid-Afrika sinds 1994, dat tot doel heeft de door de apartheid ontstane achterstelling van de grote meerderheid van de bevolking recht te stellen.

## Achtergrond
In het oude bestel van Zuid-Afrika werd aan het zogenoemde Bantoe-onderwijs slechts ongeveer 20% van de begroting van onderwijs uitgegeven, terwijl het hier juist om ongeveer 80% van de bevolking ging. Dit was zeker de grondoorzaak van de opstand van Soweto in 1976. Het feit dat de toenmalige regering in plaats van de toestand te verbeteren alleen maar belangstelling had voor zijn taalpolitiek en ook nog eens ging eisen dat de helft van de lessen in het Afrikaans moesten worden gegeven, was de druppel die de emmer deed overlopen. Hoewel de eis van de studenten in eerste instantie misschien beter onderwijs was, besloot het ANC de slogan Freedom now, education later te propageren en de studenten op te roepen van nu af alle onderwijs zo goed mogelijk te dwarsbomen. De scholen werden daarmee het voornaamste strijdperk van het verzet tegen Apartheid; vele scholen werden in brand gestoken. Dit had tot gevolg dat het in 1994 treuriger dan ooit gesteld was met het onderwijs. Er was ook een 'verloren generatie' opgegroeid die vrijwel niets geleerd had en waaronder de criminaliteit niet van de lucht was (en is). Bovendien was de macht in de scholen in handen gevallen van enkele studentenleiders die er niets voor voelden deze macht zo maar op te geven. Zij bleven goeddeels doorstaken en hun toyi-toyi's (door dans en gejoel opgevrolijkte stakingen en protesten) houden, aan de Universiteit van Fort Hare bijvoorbeeld tot zeker 1999. Studenten die daar niet aan mee wilden doen werden geïntimideerd.

## Rechtstellende actie
De rechtstellende-actiepolitiek van de ANC-regering probeert versneld mensen uit voorheen achtergestelde groepen aan het werk te helpen. Dat houdt onder andere in dat wanneer er voor een baan twee kandidaten zijn, de ene blank en goed opgeleid en de andere zwart en zonder de benodigde papieren, dat toch de zwarte de baan moet krijgen als maar aannemelijk gemaakt kan worden dat deze al doende de baan kan leren doen. Vooral jonge blanken die een baan zoeken stelt dit voor grote problemen en er is dan ook een grote trek naar het buitenland ontstaan van goed opgeleide Zuid-Afrikanen. Daarnaast ziet men ook het schrikbeeld van de door de straten dolende, haveloze maar wel opgeleide arme blanken (armblankes) groeien.
Verder is er een wet die stelt dat alle beleidsfuncties van organisaties groter dan 50 werknemers een afspiegeling moeten zijn van de etnische samenstelling van het land. Dat wil zeggen dat zo'n driekwart van het management zwart moet zijn. In Zuid-Afrika is vanwege de historische ontwikkeling bijzonder moeilijk om kundige, etnisch aanvaardbare managers te vinden. De weinigen die er zijn kunnen overal terecht, zelfs in hoge politieke banen. Grotere bedrijven omzeilen soms het probleem door domweg iemand aan te stellen met een riant salaris en een goedklinkende titel onder uitdrukkelijk voorbehoud dat de persoon zich nergens mee mag bemoeien. Voor kleinere bedrijven is zo'n oplossing meestal eenvoudig te duur. Het gevolg is zeker voor kleinere familiebedrijven dat zij hun deuren sluiten en in bijvoorbeeld Australië opnieuw beginnen. Het personeel van dit soort bedrijven is daarmee natuurlijk niet gebaat en er zijn gevallen waar het personeel en hun vakbond (lees: ANC) de blanke eigenaar maar oogluikend toestaat de wet gewoon te negeren.
In de grondwet van Zuid-Afrika is iedere vorm van rassendisciminatie streng verboden, stelt het ene artikel. Een ander artikel stelt even duidelijk dat rechtstellende actie niet onder discriminatie valt. Zelfs Nelson Mandela had bij de instelling van de politiek zijn bezwaren. Hij is er op tijdelijke basis mee akkoord gegaan, maar hij heeft duidelijk gezegd dat volgens hem geen enkel beschaafd land op de langere duur dit soort wetten kon handhaven. Hij stond daarmee wel grotendeels alleen in zijn partij.
Het wrange van het huidige rechtstellende-actiebeleid in Zuid-Afrika is dat het weliswaar bedoeld is om de zwarte bevolking aan een hoognodige betere toekomst te helpen, maar dat door de economische en demografische gevolgen van het beleid het omgekeerde eerder waarschijnlijk is. In de jaren sinds de eerste democratische verkiezingen is de economie nauwelijks gegroeid, zeker niet voldoende om de bevolkingsgroei bij te houden. Bovendien leert de geschiedenis van buurland Zimbabwe waar deze trend toe kan leiden. Daar heeft zo'n 90% van de blanken die er ooit woonden een vaak prima heenkomen in het buitenland gevonden. Onder de zwarte bevolking is er nu honger. De landbouw stond juist traditioneel garant dat Zuidelijk Afrika de droogten die regelmatig de streek bezoeken goed kon doorstaan.